# Fran Paškvalin
Fran Paškvalin (* 22. November 1984 in Zagreb) ist ein ehemaliger kroatischer Wasserballspieler. Er war mit der kroatischen Nationalmannschaft Weltmeisterschaftszweiter 2015 sowie Weltmeisterschaftsdritter 2011 und 2013.

## Sportliche Karriere
Auf Vereinsebene spielte der 2,05 Meter große Fran Paškvalin meist in Kroatien, wo er unter anderem für Mladost Zagreb und VK Primorje Rijeka antrat. Zwischendurch war er auch als Profi in Italien bei Brescia und Neapel.
Bei der Weltmeisterschaft 2011 in Schanghai unterlagen die Kroaten im Halbfinale den Italienern mit 8:9. Das Spiel um den dritten Platz gewannen die Kroaten mit 12:11 gegen die Ungarn. 2013 bei der Weltmeisterschaft in Barcelona verloren die Kroaten im Halbfinale mit 10:11 gegen die Ungarn. Das Spiel um Bronze gewannen sie mit 10:8 gegen Italien. Paškvalin warf insgesamt vier Tore. Zwei Jahre später bei der Weltmeisterschaft 2015 in Kasan gewannen die Kroaten im Viertelfinale gegen Montenegro. Das Halbfinalspiel gegen die Griechen konnten die Kroaten erst im Fünfmeterschießen für sich entscheiden. Im Finale unterlagen die Kroaten den Serben mit 4:11. Paškvalin erzielte drei Turniertore.